# Lars Gyllensten
Lars Johan Wictor Gyllensten (Estocolmo, 12 de noviembre de 1921- ibidem, 25 de mayo de 2006) escritor e histólogo sueco miembro de la Academia Sueca que abandonó tras apoyar a Salman Rushdie con motivo de su fetua.
Era sobrino del compositor Ture Rangström y estudió en el Instituto Karolinska donde fue además profesor de histología.

## Obra
- Desperados 1965 (original: Desperados 1962)
- Kains Memoiren 1968 (original: Kains memoarer 1963)
- Im Schatten Don Juans 1979 (original: I skuggan av Don Juan 1975)

- Camera obscura 1946 (bajo el seudónimo de Jan Wictor, junto con Torgny Greiz)
- Moderna myter 1949
- Det blå skeppet 1950
- Barnabok 1952
- Carnivora 1953
- Senilia 1956
- Senatorn 1958
- Sokrates död 1960
- Nihilistiskt credo 1964
- Juvenilia 1965
- Lotus i Hades 1966
- Diarium spirituale 1968
- Palatset i parken 1970
- Ur min offentliga sektor 1971
- Mänskan djuren all naturen 1971
- Grottan i öknen 1973
- I skuggan av Don Juan 1975
- Lapptäcken-Livstecken 1976
- Tal på Övralid 1969, 1977
- Baklängesminnen 1978
- Klipp i 70-talet 1979
- Nobelpriset i litteratur 1980
- Huvudskallebok 1981
- Svenska akademien förr och nu 1982
- Provdockan 1983
- Rätt och slätt 1983
- Skuggans återkomst eller Don Juan går igen 1985
- Sju vise mästare om kärlek 1986
- Just så eller kanske det 1989
- Hjärnfilspån 1989 (bajo el seudónimo Pär Silje)
- Det himmelska gästabudet 1991
- Så var det sagt 1992
- Hack i häl på Minerva (con Georg Klein) 1993
- Anteckningar från en vindskupa 1993
- Ljuset ur skuggornas värld 1995
- Augustin och Celestine: om nåra små loppors liv och leverne 1995
- Om Berzelius och Svenska akademien 1997
- Kistbrev 1998
- Minnen, bara minnen 2000
- Med andras ord, och egna 2004